# Serra de l'Esquella
La Serra de l'Esquella és una serra situada entre els municipis de Lles de Cerdanya i de Meranges, a la comarca de la Baixa Cerdanya, amb una elevació màxima de 2.863 metres.